# Gustavo Giró Tapper
Gustavo Adolfo Giró Tapper (Córdoba, Argentina; 22 de marzo de 1931-Ushuaia, 11 de enero de 2004) fue un explorador y militar argentino que participó en la fundación de las primeras bases antárticas de la Argentina.

## Formación
Gustavo Giró Tapper cursó sus estudios primarios y secundarios en su ciudad de natal. Llevado por su vocación ingreso al Colegio Militar de la Nación, de donde egresó como Subteniente de Infantería en diciembre de 1953. Posteriormente completó sus conocimientos y capacitación realizando cursos de paracaidismo, meteorología, gravimetría, esquí y supervivencia invernal. Fue jefe de tres bases antárticas y acumuló 18.000 kilómetros de patrullas antárticas. Entre sus actividades se destacan las patrullas de exploración que realizó desde la Base San Martín en 1958/9 y la Expedición Terrestre Invernal que comandó en 1962 entre las bases Esperanza y San Martín. Su desempeño en estas operaciones le valieron en 1965 su designación como segundo Jefe de la Operación 90, la Primera Expedición Terrestre Argentina al Polo Sur. El 30 de noviembre de 1971 se retiró con el grado de Mayor y se instaló en Ushuaia, en donde se transformó en uno de los mayores impulsores del turismo Antártico y fueguino. Allí formó una empresa comercial que llevaba contingentes turísticos internacionales a la Antártida, a los cuales acompañó anualmente hasta el año 1990.

## Carrera

### Exploración desde la Base San Martín
Con el grado de Teniente, Giró Tapper se desempeñó como jefe de la Base San Martín en 1958, durante el Año Geofísico Internacional. Con su dotación de 20 personas apoyó el gran esfuerzo científico de la Argentina en la Antártida. Durante la invernada, condujo dos importantes patrullas con trineos tirados por perros: la primera 200 km hacia el sur, donde instala el 26 de septiembre el Refugio Nogal de Saldán y, la segunda atravesando la península Antártica de bahía Margarita al mar de Weddell. Las condiciones glaciológicas en 1959 impidieron el relevo y re abastecimiento de la Base San Martín, por lo que Giró Tapper permaneció un año más al frente de la misma, ahora con una dotación de seis personas y en situación de emergencia. No obstante, realizó dos importantes patrullas: una de 600 km sobre mar congelado hasta los islotes Henkes; y la otra, explorando hacia el sur, en la más larga marcha argentina con trineos tirados por perros, la cual recorrió 800 km entre ida y vuelta, hasta los 72° de latitud sur.

### Expedición Antártica invernal Esperanza - San Martín

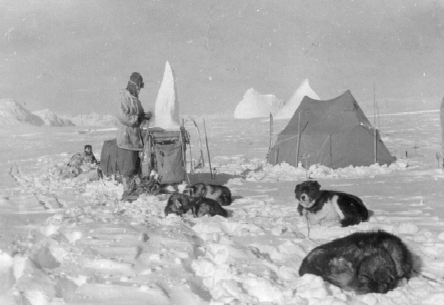
Expedición Antártica invernal Esperanza

En 1962, siendo Teniente Primero, Giró Tapper regresa a la Antártida como Jefe de la Base Esperanza. Desde ella efectuó diversos reconocimientos terrestres que culminaron con una patrulla desde la Base Conjunta “Teniente Matienzo” hasta el círculo polar antártico, totalizando 457 km de recorrido. Posteriormente, durante los meses más fríos y los menores períodos de luz diurna, comanda la primera Expedición Terrestre Invernal Antártica. Su misión principal es unir la Base Esperanza y la Base San Martín (desocupada desde el 28 de febrero de 1960). Sus misiones secundarias son: adquirir experiencia en el riguroso invierno, cumplir un programa científico-técnico, preparar parte del personal para integrar una expedición al Polo Sur y experimentar diferentes efectos en condiciones climáticas extremas, como así en terrenos de difícil transitabilidad. Para ello optó por hacerlo a través de la zona montañosa y de glaciares de la Península, cruzando los Antartandes, y a lo largo de la barrera de hielos Larsen, en una travesía que cubrió más de 1800 km en 3 vehículos a orugas y 1500 km con un trineo de perros, desde el 14 de junio al 25 de octubre, es decir en más de cuatro meses de invierno polar. Al respecto Giró Tapper escribió: “...la superficie helada del mar cuyo espesor no sobrepasaba los veinte centímetros... cubría las aguas de un océano...”. “Con vientos de 220 km/h de velocidad...”, “...43° bajo cero...horas en tinieblas y total silencio... en un desamparo total...; entre grietas profundas y mortíferas de bocas ocultas por tenues puentes de nieve”.

### Base Belgrano
Durante 1965, el Capitán Giró Tapper se desempeñó como jefe de la Base Belgrano. Desde allí debía partir la denominada “Operación 90”, expedición terrestre al Polo Sur que se preveía ejecutar en el año 1966/67, una vez logrados los reconocimientos, equipos y abastecimientos necesarios. Su misión consistía en establecer una base secundaria de operaciones al sur de la barrera de hielos Filchner y abastecerla con cincuenta toneladas de suministros. La base debía ser operada por seis personas durante la noche polar de 1966, para efectuar observaciones y trabajos de carácter científico. Para esto contaba con nueve vehículos a oruga, dos jaurías de perros polares y un avión con patines. Entre el 19 de enero y el 2 de abril, los vehículos realizaron cinco viajes que totalizaron 4000 km. Transitando peligrosas áreas de grietas, transportaron hasta el lugar seleccionado para la nueva base 110 toneladas. Por su parte el avión monomotor de la base voló 9000 km y los catorce expedicionarios con Giró Tapper a la cabeza, movieron nueve toneladas de carga para construir la Base Científica Avanzada “Alférez de Navío Sobral”, a 420 km al sur de la Base Belgrano, donde permaneció su primera dotación de cuatro hombres. En sólo tres meses Giró Tapper y su dotación lograron cumplir la misión asignada para dos años, permitiendo comenzar antes del tiempo previsto la ansiada meta del Polo Sur.

### Operación 90

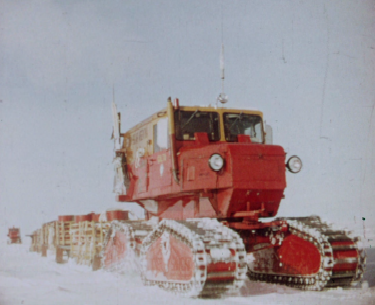
Sno-Cat utilizado en La Operación 90

El 2 de octubre de 1965, con la llegada vía área del Jefe de la Expedición, el entonces coronel Jorge Edgard Leal, el Capitán Giró Tapper pasó a ocupar su puesto de Segundo Jefe y Jefe de Tareas Científicas en la “Operación 90”. La marcha hacia el Polo Sur Geográfico se inició el 26 de octubre. El Sno-Cat “Córdoba” era conducido por Giró, quien además de las tareas específicas del comando y la exploración polar, tenía a su cargo realizar observaciones meteorológicas trihorarias en estación móvil durante todo el recorrido; mediciones glaciológicas de líneas de acumulación cada 10 km y mediciones gravimétricas, cada 20 km. Además debía registrar con cámara de cine las actividades de la expedición, cuyo producto final puede apreciarse en el documental a color “Operación 90”. Finalmente, el 10 de diciembre de 1965, el Polo Sur Geográfico es alcanzado con tres vehículos Sno-Cat en un ambiente de 30 °C bajo cero. Allí izaron la bandera argentina en un mástil improvisado con una torre de antena que hoy constituye el Sitio y Monumento Histórico número 1 del Tratado Antártico. El 31 de diciembre, los expedicionarios ya se encontraban de regreso en el punto de partida, tras completar 2892 km de recorrido en 66 días.

### Proyectos posteriores
Antes de partir relevado de la Base Belgrano, el 12 de enero en 1966, junto a otro oficial saltó en paracaídas a 30 km al sur de la base, lanzando también con paracaídas tres perros, un trineo desarmable, víveres y elementos de supervivencia, logrando así una patrulla de trineo de perros aerolanzada, de clara utilidad para operaciones de búsqueda y rescate. Pocos días antes había presentado un proyecto para comandar una Expedición Científica Transpolar en los años 1969/70. Esta expedición debía unir los extremos opuestos más distantes del Continente Antártico a través del Polo de Inaccesibilidad, atravesando las zonas más inexploradas y desconocidas. De haber sido aprobado, esta expedición hubiera sido la más dura de toda la historia antártica.

## Fallecimiento
El 11 de enero de 2004 falleció a los 72 años en la ciudad de Ushuaia, donde residía. Fue cremado y sus cenizas fueron depositadas juntos a las del general Hernán Pujato en el Mausoleo de Paz de la Base San Martín.